# 권지용 (EP)
《권지용》(한국어: Kwon Ji Yong)은 대한민국의 음악 그룹 빅뱅의 리더 G-DRAGON의 네 번째 솔로 음반이자 두 번째 EP 음반이다. 이 EP 음반은 2017년 6월 8일에 디지털 음원이 발매되었고, 6월 19일에 정식 음반으로 발매되었다. 2012년에 발매된 그의 첫 EP 음반  One Of A Kind 이후 5년만에 발매된 음반이자, 2013년에 발매된 두 번째 정규 음반 COUP D'ETAT 이후 4년만에 발매되었다.

## 발매 및 배경
2017년 1월, 지드래곤은 상반기에 발매 예정인 새로운 EP를 제작하고 있다고 알려졌다. 4월 18일, 소속사인 YG 엔터테인먼트는 지드래곤이 6월에 서울 월드컵 경기장에서 열리는 솔로 콘서트에 앞서 새로운 싱글을 발표 할 것이라고 발표했다. 5월 중순, 지드래곤의 신곡 뮤직 비디오 촬영이 시작되어 5월 말에 끝나고 총 3개의 뮤직 비디오를 촬영했다.
이 EP의 공식 제목은 2017년 5월 31일 YG 엔터테인먼트가 6월 8일 발매일을 발표하는 앨범 포스터를 공개했을 때 발표되었다. 빅뱅의 5월 일본 팬사인회에서 멤버들은 앨범이 지드래곤의 작품 중 가장 슬픈 감정을 담고 있다고 언급했다. 당초, 원래 EP의 첫 번째 싱글은 "개소리 (BULLSHIT)"로 6월 1일 YG 관계자는 "앨범의 제목은 권지용"으로, 첫 번째 타이틀 트랙은 강렬한 힙합 비트의 노래라고 말했다. 이후 6월 8일에, YG 공식 블로그를 통해 지드래곤의 솔로 앨범에 수록될 총 5곡의 트랙리스트를 공개했다. 그러나 앨범 공개를 앞두고 YG 엔터테인먼트는 "무제(無題) (Untitled, 2014)"를 타이틀곡으로 변경했고, 이 곡은 헤어진 연인을 그리워하는 슬로 템포의 노래로 애절한 감성의 피아노 선율과 함께 지드래곤이 발라드 장르의 전체 보컬을 소화한 곡이다. 지드래곤의 타이틀곡 "무제"는 발매 즉시 8개 음원차트 1위를 기록하며 폭발적인 호응을 얻었고 함께 앨범에 수록된 "개소리"와 "SUPER STAR"도 차트 상위권을 기록했다.
한편 지드래곤은 USB라는 새로운 포맷으로 앨범을 발표하였기에 이와 관련한 논란들이 있었다. 6월 14일 가온 차트를 후원하는 한국음악콘텐츠산업협회에서는 지드래곤의 USB 포맷은 실물 앨범에 음악이 담겨있지 않고 다운로드 링크로 연결되기에 일반적인 앨범 판매로 인정하지 않을 것이라고 발표했고, 한국저작권협회와 한터정보시스템은 반대로 USB 앨범을 앨범 판매로 받아 들일 것이라고 발표했다. 그러나 6월 19일 가온 차트는 USB 앨범 형태를 앨범으로 인정하지 않겠다고 발표했고, 이에 지드래곤은 중요한 것은 신곡 발매의 음악 그 자체라며 앨범이냐 아니냐를 가르는 것은 불필요한 논란이라는 내용의 글을 자신의 인스타그램에 게시하기도 했다. 실제로 피지컬 앨범이 굿즈의 일환으로 의미가 변해가고 있고 실물 앨범 또한 음악을 들으려면 다른 기계적인 장치를 필요로 하거나 다시 음원 파일로 추출해서 듣는다는 것을 감안하면 이견이 갈릴만한 부분이다. 이러한 상황으로 인해 '권지용' 앨범의 곡들은 음반점수를 받지 못했으나 SBS 인기가요 등의 음악쇼에서 타이틀곡 "무제"는 1위를 기록했으며, 지드래곤은 음반 발매 이후에 방송활동을 전혀 하지 않았음에도 1위를 수상했기에 출연자 없는 음악방송이 진행되기도 했다. 또한 "무제"는 월간 가온차트 디지털 음원 부문 1위를 기록했다. 이후 2017년 12월 26일에 가온차트 측은 급변하는 뉴미디어 및 디바이스 환경에 부합하는 음악차트의 역할을 원활히 수행하기 위해 가온차트 정책을 변경함을 알리며, 내년부터 USB 앨범도 정식 음반으로 인정하기로 했음을 발표하였다. 이렇게 지드래곤의 USB 앨범의 첫 시도는 그 자신은 혜택받지 못했지만 이후 아티스트들이 보다 다양한 음반 발매 형식을 선택하고 여기에 음반시장이 협조할 수 있게끔 환경을 바꾸는 계기가 되었다.

## 앨범 구성
이 EP는 USB 플래시 드라이브 형태로 출시되었다. 지드래곤은 보통의 일반적인 CD 앨범 대신에 USB 플래시 드라이브로 트랙을 공개했다. 2017년 6월 9일, YG 엔터테인먼트는 실제 앨범 샘플을 공개했고, 지드래곤의 실제 본명인 '권지용' 이름, 생년월일과 함께 USB 드라이브에 기록 되고 있다. 한정판 앨범은 6월 10일 서울에서 첫 번째 콘서트가 개최되기 전에 100 페이지 포토 북과 1장의 임의 사진 카드로 구성 되고 있다.

## 뮤직 비디오
2017년 6월 8일, YG 엔터테인먼트는 지드래곤이 노래하는 모습이 담긴 신곡 "무제(無題) (Untitled, 2014)"의 뮤직 비디오를 발표했다. 뮤직 비디오는 공개 된지 불과 4 시간 만에 조회수 100만 회 이상을 기록했으며 24시간 이내에 유튜브에서 560만 회 이상의 조회수를 기록했다. 뮤직 비디오는 원래 서로 다른 세트를 사용하여 2일 이내에 촬영하도록 계획되어 있었고 다른 샷을 찍었다. 하지만 지드래곤은 한 번에 촬영을 마쳐 촬영은 1시간 이내에 완료되었다.

## 프로모션
2017년 3월 31일, 지드래곤은 서울 상암 월드컵 경기장에서 솔로 콘서트를 개최한다고 발표했고 이어 4월 25일에는 소속사 YG 엔터테인먼트가 공식 채널을 통해 지드래곤이 2013년에 이어 두번째 솔로 월드투어 ‘2017 CONCERT ACT III, M.O.T.T.E’를 개최한다고 발표했다. 지드래곤은 2017년 6월 10일 서울 공연을 시작으로 10월 8일까지 약 넉 달 동안 아시아, 북미, 유럽 및 오세아니아 전역의 16개국 29개 도시에서 36회 공연을 진행함으로써 케이팝 솔로 월드투어 역사상 가장 큰 규모의 대장정을 펼쳤다.
콘서트 타이틀인 ’M.O.T.T.E’는 ’MOMENT OF TRUTH THE END’의 약자로 진실의 순간, 진실 그 자체를 의미하며, 아티스트의 지드래곤, 서른 살 권지용의 인생, 제 3막에 대한 이야기를 담아내고 있다.
지드래곤은 2017년 6월 10일 첫 서울 공연에서 처음으로 신곡을 선보였다. 이 공연은 2009년 Shine A Light Concert, 2013년 One of a Kind World Tour에 이은 3번째 솔로 콘서트로 월드컵 경기장 4만 여석을 가득 채울만큼 국내외 팬들이 자리했으며, 지드래곤은 알찬 무대로 세계적인 아티스트로서 위상을 떨쳤다.

## 트랙 리스트
| #            | 제목                                    | 작사                                         | 작곡                                                           | 편곡                                                 | 재생 시간 |
| ------------ | --------------------------------------- | -------------------------------------------- | -------------------------------------------------------------- | ---------------------------------------------------- | --------- |
| 1.           | 〈INTRO. 권지용 (Middle Fingers-Up)〉   | G-DRAGON                                     | G-DRAGON, 24, Kush                                             | 24                                                   | 3:42      |
| 2.           | 〈개소리 (BULLSHIT)〉                   | G-DRAGON                                     | G-DRAGON, TEDDY, Cawlr, Future Bounce, Choice37                | Cawlr, Future Bounce, Choice37, 24                   | 3:02      |
| 3.           | 〈SUPER STAR〉                          | G-DRAGON                                     | TEDDY, G-DRAGON, Joe Rhee, 24, Choice37, Future Bounce, 서원진 | 24, TEDDY, Joe Rhee, Choice37, Future Bounce, 서원진 | 3:45      |
| 4.           | 〈무제(無題) (Untitled, 2014)〉         | G-DRAGON                                     | G-DRAGON, Choice37                                             | Choice37, 선우정아                                   | 3:42      |
| 5.           | 〈OUTRO. 신곡(神曲) (Divina Commedia)〉 | G-DRAGON, 8!, 브라이언 리, Safe, Frank Dukes | G-DRAGON, 8!, 브라이언 리, Safe, Frank Dukes                   | Frank Dukes, Murda Beatz, 브라이언 리                | 3:44      |
| 총 재생 시간 | 총 재생 시간                            | 총 재생 시간                                 | 총 재생 시간                                                   | 총 재생 시간                                         | 18:08     |

## 차트와 판매량

### 차트
| 차트 (2017)                           | 최고 순위 |
| ------------------------------------- | --------- |
| 프랑스 다운로드 앨범 차트 (SNEP)      | 34        |
| 재팬 핫 앨범 차트 (Billboard)         | 1         |
| 뉴질랜드 앨범 차트 (RMNZ)             | 39        |
| 미국 Billboard 200                    | 192       |
| 미국 히트시커 앨범 차트 (Billboard)   | 1         |
| 미국 인디펜던트 앨범 차트 (Billboard) | 8         |
| 미국 랩 앨범 세일즈 차트 (Billboard)  | 5         |
| 미국 TOP 앨범 세일즈 차트 (Billboard) | 47        |
| 미국 월드 앨범 차트 (Billboard)       | 1         |

### 판매량
| 국가 | 판매량     |
| ---- | ---------- |
| 중국 | 1,100,000+ |
| 일본 | 11,641     |
| 미국 | 4,000      |

## 인증
| 국가           | 인증              | 판매량    |
| -------------- | ----------------- | --------- |
| 중국 (쿠고우)  | 플래티넘          | 80,000    |
| 중국 (쿠워)    | 골드              | 10,000    |
| 중국 (QQ 뮤직) | 크라운 다이아몬드 | 1,000,000 |

## 발매
| 국가     | 날짜            | 레이블                   | 포맷                 | 참조   |
| -------- | --------------- | ------------------------ | -------------------- | ------ |
| 전 세계  | 2017년 6월 8일  | YG 엔터테인먼트          | 디지털 다운로드      |        |
| 대한민국 | 2017년 6월 19일 | YG 엔터테인먼트, KT 뮤직 | USB, 디지털 다운로드 | [ 32 ] |